# 2018-as Fonogram díj átadása
A 2018-as Fonogram – Magyar Zenei Díjgálaestet a Magyar Hangfelvétel-kiadók Szövetsége 2018. március 7-én, szerdán este a Várkert Bazárban rendezte meg a magyar zenei élet legnagyobb, az alkotók és háttérszakemberek teljes körét felvonultató eseményét.
Az egykori Budai Ifjúsági Park helyszínén, a Várkert Bazárban megrendezendő nagyszabású eseményen a szakma széles körének szavazatai alapján vehették át az elismeréseket az előző év legjobb zenei teljesítményeit nyújtó előadóművészek. A rendezvényt élőben közvetítette az ATV.
A szavazás során 18 különböző műfaji kategóriában, a zenészekből, zenei szakemberekből, újságírókból álló széles körű jelölőbizottság, illetve egy szűkebb szakmai zsűri, az ún. Fonogram Bizottság tagjainak szavazatai alapján alakult ki a jelöltek névsora. A második fordulóban a nyerteseket a Fonogram Bizottság tagjai választották ki.
A jelöltek listáját 2018. február 19-én hozták nyilvánosságra.

## Jelöltek

### Az év hazai klasszikus pop-rock albuma vagy hangfelvétele
- Peter Kovary & The Royal Rebels – Halfway Till Morning
  - Caramel – 7
  - Hooligans – 20. Jubileumi Koncertshow
  - Ivan & The Parazol – "Serial Killer"
  - Little G Weevil – Something Poppin
  - Zorán – Aréna 2017 Unplugged

### Az év külföldi klasszikus pop-rock albuma vagy hangfelvétele
- David Gilmour – Live At Pompeii
  - Jamiroquai – Automaton
  - Queens of the Stone Age – Villains
  - Red Hot Chili Peppers – The Getaway
  - U2 – Songs of Experience

### Az év hazai modern pop-rock albuma vagy hangfelvétele
- Heincz Gábor 'BIGA' - Gátlás sztriptíz
  - Amber Smith - New
  - Fish! - Idő van / "Visszhang"
  - Halott Pénz - "Ahol a május földet ér" / "Ahol a május földet ér" (JumoDaddy Remix)
  - Kowalsky meg a Vega - Kilenc
  - Margaret Island - Bakancslista / "A rab gólya"

### Az év külföldi modern pop-rock albuma vagy hangfelvétele
- Ed Sheeran - ÷
  - Coldplay - Kaleidoscope (EP)
  - Dua Lipa - Dua Lipa
  - P!nk - "What About Us"
  - The Killers - Wonderful Wonderful

### Az év hazai alternatív vagy indie-rock albuma vagy hangfelvétele
- Gustave Tiger - Chaste And Mystic Tribadry
  - Anna and the Barbies - Utópia
  - Apey - Stranger
  - Elefánt - Minden
  - Hiperkarma - Délibáb
  - The Carbonfools - Tau Ceti's Lights
  - Vera Jonas Experiment - "Last Song"

### Az év külföldi alternatív vagy indie-rock albuma vagy hangfelvétele
- Arcade Fire – Everything Now
  - Biffy Clyro – Ellipsis
  - Kasabian – For Crying Out Loud
  - Kings of Leon – WALLS
  - Liam Gallagher – As You Were

### Az év hazai elektronikus zenei albuma vagy hangfelvétele
- Brains - "Életlen" / Keep Burning
  - Babé Sila - August
  - Bëlga - Remix Razzia
  - Jónás Vera Experiment - Remixed
  - Vad Fruttik - HighTech

### Az év külföldi elektronikus zenei albuma vagy hangfelvétele
- The xx - I See You 
  - Calvin Harris - Funk Wav Bounces Vol.1 (Sony Music)
  - David Guetta - 2U (feat. Justin Bieber) / Dirty Sexy Money (feat. Afrojack & Charli XCX & French Montana) (Elephant House/ Warner Music)
  - KYGO & SELENA GOMEZ - It Ain't Me (Sony Music)
  - THE CHAINSMOKERS & COLDPLAY - Something Just Like This (Sony Music)

### Az év hazai rap- vagy hiphopalbuma vagy hangfelvétele
- Ganxsta Zolee És A Kartel – K.O. / "Heroin"
  - Bëlga – Csumpa
  - Halott Pénz – "Otthon"
  - Hősök – Rapertoár (#hősöktizenöt) / "Remény" / "R.A.P." (featuring Siska Finuccsi, Tibbah, Phat) / "Sosem elég" (featuring Deego) / "Vadnak születtünk" / "Hamis"
  - Majka – "Mindenki táncol /90'/" / "Partykarantén (A Mi dalunk)" / "Supersonal" (Curtis és a Ők)

### Az év külföldi rap- vagy hiphopalbuma vagy hangfelvétele
- Kendrick Lamar - DAMN. (Universal Music Hungary)
  - Drake - More Life (Universal Music Hungary)
  - Eminem - Revival (Universal Music Hungary)
  - Mary J. Blige - Strength of a Woman (Universal Music Hungary)
  - Wiz Khalifa - Laugh Now, Fly Later (Magneoton / Warner Music)

### Az év hazai hard rock vagy metalalbuma vagy hangfelvétele
- Ørdøg - Sötétanyag
  - Apey & the Pea - HEX (MMM Records)
  - AWS - Kint a vízből (EDGE Records (HMR Music Kft.))
  - Leander Kills - Élet a halál előtt (Keytracks Hungary)
  - Peta - Homo Imperfectus (Szerzői kiadás)

### Az év külföldi hard rock vagy metalalbuma vagy hangfeltétele
- Stone Sour - Hydrograd (Magneoton / Warner Music)
  - Gojira - Magma (Magneoton / Warner Music)
  - Korn - The Serenity Of Suffering (Magneoton / Warner Music)
  - Marilyn Manson - Heaven Upside Down (Universal Music Hungary)
  - Mastodon - Emperor Of Sand (Magneoton / Warner Music)
  - Rise Against - Wolves (Universal Music Hungary)

### Az év hazai hagyományos slágerzenei albuma vagy hangfelvétele
- Polgár Peti - Hun a Peti (HungaroSound)
  - Dupla KáVé - Szegfű (Stefanus Kiadó)
  - Mr. Rick - Zárjon be a gyár 2017 (HungaroSound)
  - Peller Károly - Operettslágerek - Slágeroperettek (GrundRecords)
  - Vastag Csaba - Mindig voltak győztesek (szenes művészeti kft)

### Az év hazai kortárs szórakoztatózenei albuma vagy hangfelvétele
- Irigy Hónaljmirigy - Origó (Pápai Joci) / Darabokra törted a számom / Ma van a szülinapom (Alma Paródia) (Gold Record)
  - Budapest Voices - Kislemez (PR Garden)
  - Rise Against, Horváth Ádám, Budapest Jazz Orchestra, Budapest Philharmonic Orchestra - And The World Turns/A forduló világ (Vox Artis Bt.)
  - Gájer Bálint - Swing Karácsony (Universal Music Hungary)
  - Stereo Swing feat. Szűcs Gabi - Bug Eyed Betty / We Wanna Swing Your World (Szerzői kiadás)

### Az év hazai gyermekalbuma vagy hangfelvétele
- Farkasházi Réka és a Tintanyúl - Igazi karácsony (Kolibri Kiadó)
  - Buborék Együttes - Locsolkodó (Szerzői kiadás)
  - Hangszersimogató - Varázslások (Egység Média)
  - Szegedi Szimfonikus Zenekar - Ludas Matyi (BonBon matiné)
  - Új Bojtorján (Pomázi Zoltán) - Gyerekkorom legszebb nyara (Szerzői kiadás)

### Az év hazai jazzalbuma vagy hangfelvétele
- Trio Midnight, Szakcsi Lakatos Béla, Tony Lakatos - To Meet Again (Songs Of Pál S. Gábor) (Tom-Tom Records)
  - Gyémánt Bálint - True Listener (BMC Records)
  - Pátkai Rozina - Paraíso na Terra (Tom-Tom Records)
  - Peter Sarik Trio - Lucky Dog (Hunnia Records & Film Production)
  - Tzumo Árpád, Melissa Aldana, Jure Pukl, Soso Lakatos, Josh Ginsburg, Kyle Poole - Promise (Hunnia Records & Film Production)

### Az év hazai világ- vagy népzenei albuma vagy hangfelvétele
- Meszecsinka - Álomban ébren (NarRator Records)
  - A Kaláka és a Miskolci Szimfonikus Zenekar - Hangol már a zenekar (Gryllus kft.)
  - Firkin - Into The Night (Pump Jump Records)
  - Szalóki Ági - Fújnak a fellegek (FolkEurópa)
  - Szirtes Edina Mókus - Ki viszi át […] Who carries love over […] / Vidróczki (Magneoton / Gryllus kft.)

### Az év felfedezettje
- Soulwave – "Nehezen múlik" / "Hálószoba" / "Kalandor" / "Mindent elhittem" / "Szaladok"
  - Deep Glaze – Pressure
  - Kollányi Zsuzsi – "Valahonnan" (Lotfi Begi-vel featuring Majka) / "Minden úgy van jól, ahogy"
  - Opitz Barbara – "Végem"
  - Zävodi – "#hátterzaj" / "LEMONäDE" / "#utolérafény" / "#MONEYTALK$"